# 立応寺
立応寺（りゅうおうじ）は、東京都足立区大谷田にある日蓮宗の寺院。山号は長慶山。旧本山は葛飾区長遠山立増寺、親師法縁。参和会所属。

## 歴史
元和2年（1615年）円立院日仁が開山。江戸時代、近くに刑場（首切場）があり罪人をこの寺に埋め無縁塔を建てて供養した。このため投げ込み寺と呼ばれた。と、現代になってからの資料（足立区寺院案内等）に記されているが、近隣に刑場が存在した歴史的事実は確認できず、また投げ込み寺と称したという記述にも裏付けとなる資料は存在しない。かつては祈祷場として機能した時期があったための背景として語られてきたものと考えられる。明治8年（1876年）大火で諸堂が焼失し古記録も失われた、とされるが明確に示す資料はなく、明治の廃仏毀釈の流れの中で諸物が失われた事実を、総本山である身延山久遠寺大火の例になぞらえて口伝してきたものと考えられる。
平成27年（2015年）現在の本堂が落慶。石井愛紗美作の龍の襖絵がある。

## その他
守護神として八大竜王を祀る。
本尊は大曼荼羅一幅。他に釈迦像、日蓮聖人像。四菩薩は飛天の形で光背に存している。

## 交通アクセス
- 北綾瀬駅より徒歩21分（経路案内）。
- 亀有駅より徒歩26分（経路案内）。

## 参考資料
- 日蓮宗寺院大鑑編集委員会『宗祖第七百遠忌記念出版 日蓮宗寺院大鑑』大本山池上本門寺 (1981年)
- 「大谷田村 立應寺」『新編武蔵風土記稿』 巻ノ137足立郡ノ3、内務省地理局、1884年6月。NDLJP:763997/57。